# 25835 Tomzega
25835 Tomzega este un asteroid din centura principală de asteroizi.

## Descriere
25835 Tomzega este un asteroid din centura principală de asteroizi. A fost descoperit pe 3 martie 2000 în cadrul proiectului CSS. Asteroidul prezintă o orbită caracterizată de o semiaxă mare de 3,19 ua, o excentricitate de 0,08 și o înclinație de 15,3° în raport cu ecliptica.